# Goran Rubil
Goran Rubil (Slavonski Brod, 9. ožujka 1981.), hrvatski umirovljeni nogometaš.
Započeo se baviti nogometom u rodnom gradu, igrajući za tamošnju Marsoniju. Kao vrlo mlad tražili su ga i u Hajduku i u Dinamu. Prošao je na probi u Splitu, ali Hajduk nije bio spreman platiti Marsoniji novčanu odštetu koja je za njega tražena. Sa 17 godina tako seli u francuski Le Championnat, u redove Nantesa. Za vrijeme igranja u Francuskoj, zabilježio je tek 10 utakmica, ali imao sigurnu poziciju u U-19 i U-21 reprezentacijama Hrvatske. Najveći su mu problem činile učestale ozljede, zbog kojih je propustio europsku smotru mladih u Njemačkoj. Sezonu 2003./04. proveo je na posudbi u Lavalu gdje je zabio jedan gol u osam utakmica. Ubrzo je napustio Francusku, otišavši u redove japanskog drugoligaša Shonana. 
Početkom 2006. se vratio u 1. HNL, potpisavši za Rijeku, gdje je ostao do prosinca iste godine kada ga je otpisao novi trener Milivoj Bračun. Uslijedila je proba u engleskom drugoligašu Leedsu, no nije potpisao ugovor i vratio se kući, gdje ga je u redovima Hajduka silno želio trener kluba Zoran Vulić. Potpisao je ugovor na 3 i pol godine poziravši s desetkom na dresu, no, taj broj nije dobio. Brzo je došao do mjesta prvih jedanaest, a minute je vrijedno sakupljao kod svih drugih trenera iako nije potvrdio da je pojačanje za momčad. 
Naredne sezone i dalje ne igra najbolje dok ga Robert Jarni nije, poslije ozljede Mladena Pelaića, stavio na mjesto desnog beka gdje bilježi znatno bolje nastupe. Sezonu potom ustalio se kao desni bek doživjevši potpunu preobrazbu, te postaje nezamijenjivi desni bek prve momčadi. 